# 扎里夫·哈里
扎里夫·哈里（？—1934年）尊称“扎里夫·哈里阿吉”，维吾尔族，新疆喀什人，伊斯兰教学者、政治人物。

## 生平
扎里夫·哈里阿吉是新疆喀什的知识分子、伊斯兰教学者。
1933年11月12日（回历1852年7月24日），沙比提大毛拉在喀什宣布成立东突厥斯坦伊斯兰共和国。和加尼牙孜阿吉任总统。内政部长赛依德扎代·尤努斯别克，外交部长哈斯木江阿吉（和田人，英国间谍），教育部长阿布都克里木汗·买合苏木（大阿訇），教产管理部长夏木西丁·吐尔迪阿吉，司法部长扎里夫·哈里阿吉，农商部长奥布尔·玉山阿吉（大地主商业资本家），财政部长阿里阿訇巴依（喀什商界的一个暴发户），卫生部长阿拜都拉汗（苏联中亚人），国务秘书长艾来木阿訇（库车的教长），尤努斯别克兼任喀什专区专员。
1934年4月中旬，和加尼牙孜从乌恰来到莎车，派部属麻木提逮捕了沙比提大毛拉、扎里夫·哈里阿吉，将他们押解到由新疆省军控制的阿克苏城。沙比提大毛拉和扎里夫·哈里阿吉被盛世才下令处决（一说沙比提大毛拉死在新疆首府迪化的监狱）。